# Глумилино (деревня, Уфа)
Глуми́лино (баш. Глумилин) — деревня Уфимского района Башкирской АССР РСФСР, вошедшая в состав Уфы в 1932 году.

## Название и статус
Носит фамилию владельца деревни — надворного советника Василия Филипповича Глумилина. Имеет вариант Глумилина, Анненско-Глумилино. Последнее смешало имена нового владельца и прежней владелицы. Во второй половине XVIII века хутор стал называться деревней Анновской по имени нового владельца — жены статского советника Анны Васильевны Коптевой.
Первоначальное название — деревня Тарбеево или хутор Фёдоровского, по имени первого владельца — боярина Фёдора C. Тарбеева.

## География
Первоначально деревня находилась у истока реки Сутолоки, по её левому берегу на Туровом Поле (ныне на этом месте сквер Ковалёва и Уфимское приборостроительное производственное объединение)
К северу находилась деревня Дубовка (Новое Глумилино), в первые советские годы Детский санаторий.

## История
Впервые упоминалась в документах как деревня Тарбеево или хутор Фёдоровского, по имени первого владельца — боярина Фёдора C. Тарбеева, оказавшегося в Уфе в начале XVII века. В 1612 году ему был пожалован земельный надел под Уфой. Этот факт запечатлен в Отводной книге по Уфе 1591—1629 гг.
Во второй половине XVIII века хутор стал называться деревней Анновской по имени нового владельца — жены Статского советника Анны Васильевны Коптевой. Около 1800 года деревня становится собственностью землемера, надворного советника Василия Филипповича Глумилина.
В 1920 году деревня Глумилино вошла в состав Степановской волости Уфимского кантона.
20 марта 1932 года селения Глумилино и Дубовка Сипайловского сельсовета Уфимского района включены в городскую черту города Уфы (Постановление ВЦИК от 20.02.1932 «Об изменениях в административно-территориальном делении Башкирской АССР»).

## Население
в 1811 году — 80 человек, в 1906 году 173 человека; в 1920—543.

## Известные уроженцы, жители
В деревне в 1872 году родилась Елена Яковлевна Барсова (в замужестве — Цветкова) — «жемчужина русской оперной сцены», как её называют историки русского вокального искусства. Окончив с серебряной медалью Московскую Консерваторию, она сразу же покорила всех своим талантом. В Москве она выступала вместе с Федором Шаляпиным.

## Инфраструктура
Личное подсобное хозяйство с зоной сельскохозяйственного использования, индивидуальная застройка усадебного типа. В 1811 году в деревне было 15 дворов, в 1860 году количество дворов возросло до 30, в 1920 — 74 двора.